# Reutlingen
Reutlingen là thành phố thủ phủ huyện cùng tên, bang Baden-Württemberg, Đức. Dân số năm 2008 là 109.828 người. Thành phố có một trường đại học khoa học ứng dụng được thành lập năm 1855. Thành phố này là trung tâm dệt và máy gia dụng, hàng da và chế tạo thép.
Reutlingen nằm khoảng 35 km (23 dặm) về phía nam thủ phủ bang Baden-Württemberg, Stuttgart. Nó nằm ở góc Tây Nam của Đức, ngay bên cạnh Jura Swabian, và đó là lý do tại sao nó thường được gọi là cửa khẩu Swabian Jura (tiếng Đức: Das Tor zur Schwäbischen Alb). Sông Echaz, một nhánh của Neckar, chảy qua trung tâm thị trấn.
Cùng với thị xã Tubingen (15 km (9 dặm) về phía tây), Reutlingen là trung tâm của khu vực Neckar-Alb. Nó cũng là một phần của khu vực lớn hơn vùng đô thị Stuttgart.
Spreuerhofstraße là đường phố hẹp nhất thế giới nằm ở thành phố này.